# 2 грудня
2 грудня — 336-й день року (337-й у високосні роки) у григоріанському календарі. До кінця року залишається 29 дні.

## Свята і пам'ятні дні

### Міжнародні
- ООН: Міжнародний день боротьби за скасування рабства.

### Національні
- ОАЕ: Національне свято Об'єднаних Арабських Еміратів. День Незалежності. (1971)
- Лаос: Національне свято Лаоської Народно-Демократичної Республіки. День проголошення Республіки. (1975)
- Куба: День збройних сил.

### Релігійні

#### Західне християнство
- Пам'ять святих Авіта Руанського[en], Бібіани[en], Хроматія Аквілейського, Ченнінга Мур Вільямса[en];
- Пам'ять блаженного Яна Маха[en].

#### Східне християнство
- Пам'ять пророка Авакума, преподобних Афанасія Печерського та Афанасія Затвірника;
- Мучениці Миропії.
- Преподобних Іоана, Іраклемона, Андрія та Феофіла.
- Преподобного Ісе (Ієсея), єпископа Цилканського.
- Святителя Стефана Уроша, царя Сербського.
- Священномученика Порфирія, єпископа  Сімферопольського.
- Преподобного Олексія Карпаторуського.[1]
- Пам'ять блаженного священномученика єпископа Івана Слезюка (Греко-католицька церква)[2][3].

## Іменини
✝  Католицькі: Авіт (Авідіан, Авітіанус, Авіціан), Бібіан, Іван, Хроматій, Ян.
✙ Православні: Аввакум, Афанасій, Іван, Андрій, Степан, Олексій.

## Події
- 1015 — князь Ярослав Мудрий посів у Києві престол.
- 1104 — рукоположений митрополит Київський Никифор І.
- 1375 — болгарський монах Кипріан рукоположений на митрополита Київського і Литовського.
- 1409 — було відкрито Лейпцизький університет.
- 1697 — у Лондоні відкрито кафедральний собор святого Павла і почалась перша служба.
- 1766 — Швеція стала першою країною, в якій було повністю скасовано цензуру.
- 1804 — Папа Римський Пій VII на урочистій церемонії в соборі Нотр-Дам проголосив Наполеона Бонапарта Імператором Французьким Наполеоном I.
- 1805 — під Аустерліцом у Моравському маркграфстві Наполеон Бонапарт розгромив об'єднану російсько-австрійську армію
- 1816 — у Лондоні луддити (борці з верстатами) влаштували масові акти знищення машин і верстатів на підприємствах.
- 1823 — у посланні до Конгресу президент США Джеймс Монро проголосив принцип політичного невтручання європейських держав у справи Американського континенту («доктрину Монро») — «Америка для американців!»
- 1848 — 53-річний австрійський цісар Фердинанд I був змушений зректися престолу на користь свого 18-річного племінника Франца Йосифа I.
- 1852 — Президент Французької республіки Луї Наполеон Бонапарт оголосив себе імператором Франції під іменем Наполеон III і заснував Другу французьку імперію.
- 1863 — завершилося будівництво купола Капітолія у Вашингтоні (США).
- 1864 — у Херсоні заснували перший у Російській імперії Земський банк взаємного кредиту.
- 1864 — у Російській імперії проголошено судову реформу: рівність усіх перед законом, незалежність і незмінність суддів, введення суду присяжних для кримінальних злочинів тощо.
- 1865 — в Алабамі після ратифікації тринадцятої поправки до Конституції було заборонено рабство.
- 1870 — Рим проголошено столицею Королівства Італія.
- 1896 — у приміщенні Харківського оперного театру відбувся перший на українських землях публічний кіносеанс.
- 1901 — американець Кінґ К. Жиллетт запатентував безпечну бритву з двостороннім одноразовим лезом — жилетку.
- 1908 — Пуї став Імператором Китаю у віці двох років.
- 1927 — компанія Ford почала випуск автомобіля Ford Model A.
- 1934 — в СРСР видано офіційну постанову про терор (офіційно — як наслідок вбивства С. Кірова).
- 1939 — в Нью-Йорку відкрито аеропорт Ла-Гуардія.
- 1942 — група вчених з університету Чикаго на чолі з Енріко Фермі продемонструвала керовану ядерну реакцію на першому ядерному реакторі.
- 1949 — Генеральна Асамблея ООН ухвалила Конвенцію про боротьбу з торгівлею людьми і з експлуатацією проституції іншими особами (резолюція 317 (IV)). Цей день щороку відзначається як Міжнародний день боротьби за скасування рабства.
- 1956 — висадкою з яхти «Гранма» 82-х революціонерів на чолі з Фіделем Кастро на Кубі розпочалося повстання проти проамериканського режиму Батисти, яке завершилося перемогою після двох років важких боїв.
- 1960 — на металургійному заводі ім. Леніна в Кривому Розі задули доменну піч «Криворізька-Комсомольська» — тоді найбільшу у світі.
- 1966 — постановою Ради Міністрів СРСР створено Івано-Франківський інститут нафти та газу.
- 1969 — між Сієтлом і Нью-Йорком відбувся перший демонстраційний політ реактивного літака Boeing 747, на борту якого перебувала 191 людина.
- 1971 — утворилася Федерація Об'єднаних Арабських Еміратів (об'єднує 7 князівств).
- 1975 — проголошено Лаоську Народно-Демократичну Республіку.
- 1982 — хірурги з університету Юти вперше імплантували постійне штучне серце пенсіонерові Барні Кларку, з яким той прожив 112 днів.
- 1983 — на каналі MTV відбулася прем'єра музичного відео під назвою Michael Jackson's Thriller.
- 1991 — незалежність України визнали першими Канада і Польща.
- 1991 — полк зв'язку 13-ї армії (командир — В. Мартиросян) підняв над своїм розташуванням синьо-жовтий прапор.
- 1998 — колишнього прем'єр-міністра України Павла Лазаренка заарештовано у Швейцарії за звинуваченням у відмиванні викрадених державних грошей.
- 2001 — одне з найбільших банкрутств у світовій історії: найбільша нафтова корпорація США «Enron» оголосила про своє банкрутство. Розслідування «справи Enron» (топ-менеджери компанії й аудитори займалися приписками) потягло за собою серію корпоративних скандалів у США.
- 2010 — виконком ФІФА, за попередньою таємною домовленістю (згідно з власним визнанням президента ФІФА З. Блаттера), «проголосував» за надання прав проведення чемпіонату світу з футболу 2018 Російській Федерації.
- 2015 — стрілянина в Сан-Бернардіно

## Народились

Олександр Шумський

Див. також: Категорія:Народились 2 грудня
- 1728 — Ґальяні Фердинандо, італійський економіст, автор теорії вартості.
- 1852 — Тадеуш Рутовський, галицький журналіст і політик, президент Львова (1914—1915).
- 1859 — Жорж Сера, французький художник, основоположник пуантилізму.
- 1885 — Джордж Майнот, американський фізіолог, Нобелівський лауреат.
- 1890 — Олександр Шумський, український радянський державний діяч, активний поборник українізації 1920-1930-х (+1946)
- 1891 — Отто Дікс, німецький художник та графік, представник «жорсткого» реалізму та експресіонізму.
- 1893 — Лео Орнстайн, український і американський композитор, піаніст та педагог єврейського походження.
- 1906 — Пітер Карл Ґолдмарк, американський інженер, виходець з Угорщини. Керовані ним проєкти у компанії CBS спричинили створення першої комерційної системи кольорового телебачення (1940) і грамплатівок на 33 та 1/3 оберти (1948).
- 1923 — Каллас Марія, грецька співачка (сопрано), солістка найбільших оперних театрів світу.
- 1930 — Гері Беккер, американський економіст, Нобелівський лауреат.
- 1937 — Петро Осадчук, український письменник і політичний діяч.
- 1946 — Джанні Версаче, італійський модельєр, якого застрелили на порозі власного будинку.
- 1951 — Галябарда Степан, український поет-пісняр.
- 1971 — Павло Мазуренко, учасник Євромайдану. Герой України.
- 1973 — Моніка Селеш, американська тенісистка.
- 1977 — Путря Олександра Євгенівна, українська (радянська) художниця, яка в дитячому віці створила велику кількість творів мистецтва.
- 1978 — Неллі Фуртаду, канадська співачка, автор пісень і акторка португальського походження. Лауреатка «Греммі» 2001 року за найкращий поп-вокал («I'm like a Bird»).
- 1981 — Брітні Спірз, американська поп-діва.
- 1998 — Juice WRLD, американський репер, співак та автор пісень.

## Померли

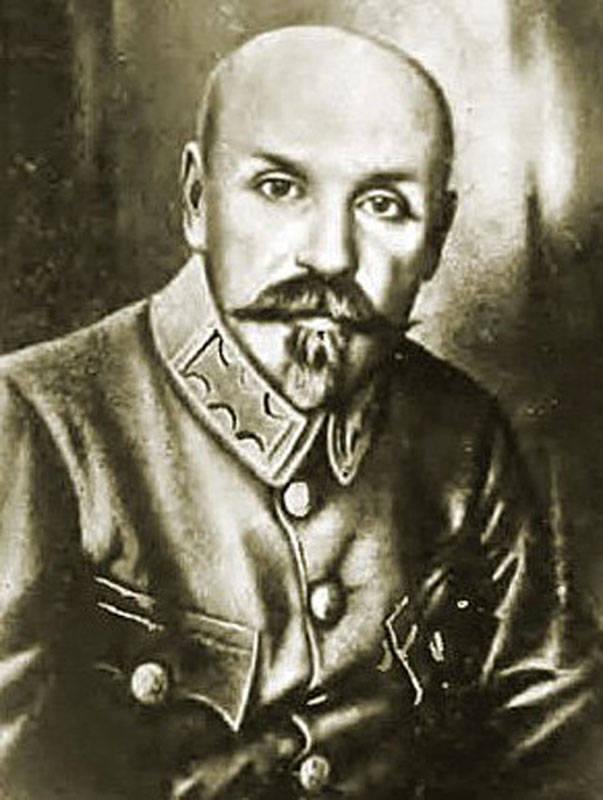
Олександр Греків

Див. також: Категорія:Померли 2 грудня
- 1547 — Ернан Кортес, іспанський конкістадор.
- 1552 — Франциск Ксав'єр, католицький святий та чудотворець, місіонер Азії, єзуїт.
- 1594 — Герард Меркатор, математик, філософ, теолог, географ та картограф, якого назвали «Птолемеєм свого часу».
- 1694 — П'єр Пюже (Pierre Puget), французький живописець, скульптор, архітектор і інженер. Дядько і вчитель скульптора Кристофа Вейр'є (Christophe Veyrier).
- 1814  — Маркіз де Сад, французький письменник, основоположник садизму.
- 1859 — страчено Джона Брауна, американця, який терористичними методами виступав проти рабства негрів.
- 1916 — Франческо Паоло Тості, італійський композитор, співак, педагог.
- 1918 — Едмон Ростан, французький поет і драматург, автор п'єси «Сірано де Бержерак».
- 1937 — Хосе Комас Сола, іспанський каталонський астроном.
- 1944 — Філіппо Томмазо Марінетті, італійський драматург, письменник-футурист.
- 1959 — Олександр Греків, український військовий діяч, генерал-хорунжий Армії УНР, Начальний командант УГА.
- 1980 — Ромен Гарі, французький письменник. Двічі лавреат Гонкурівської премії (1956 під ім'ям Ромена Гарі і 1975 під ім'ям Еміля Ажара).
- 1987 
  - Луїс Федеріко Лелуар, аргентинський біохімік, лауреат Нобелівської премії з хімії.
  - Донн Ейсел, пілот ВПС США, астронавт НАСА.
- 1990 
  - Аарон Копленд, американський композитор, піаніст, диригент.
  - Роберт Каммінгс, американський актор та продюсер.
- 2006 — Марішка Вереш (англ. Mariska Veres), солістка рок-гурту «Shocking Blue».